# Русский памятник (София)
Русский памятник в Софии — первый памятник русско-турецкой войны 1877—1878 годов, воздвигнутый в столице Болгарии. Он находится на пути, по которому Осман-паша бежал из Софии в Перник 22 декабря 1877 года. Ныне это место находится почти в центре Софии.

## История и авторы проекта
Памятник построен на средства, собранные русским народом и открыт 29 июня 1882 года.
Авторы проекта неизвестны, но есть предположения, что это архитекторы Вокар, который проектировал подобные монументы в городах Добрич, Плевен, Разград, Велико Тырново, Свиштов или знаменитый русский архитектор Владимир Иосифович Шервуд, автор памятника-часовни «Гренадерам — героям Плевны» в Москве. 
В 1944 году памятник пострадал в ходе англо-американской бомбардировки Софии, но был быстро восстановлен.
В 2015 году памятник и площадь полностью снова отремонтированы.

## Описание
Памятник построен в форме обелиска — четырёхстенной пирамиды с усечённым верхом, стоящей на постаменте из трёх плит. На восточной стороне обелиска расположены мраморные барельефы русского державного герба и ордена «Святого Георгия». Ниже помещена надпись 

«В царствованіи Александра II-го императора всероссійского волею и любовью его освобождена Болгария 19 февраля 1878 года»

На западной стороне плита с надписью 

«Не намъ. Не намъ, а имени твоему. 1877—1878»

В конце XIX — начале XX веков монумент оказался в эпицентре градостроительных изменений этой части Софии. Сегодня он находится на пересечении важного транспортного перекрестка бульваров ген. М. Д. Скобелева и ген. Э. И. Тотлебена. Поблизости расположены Македонская площадь и Центр неотложной медицины имени Н.И. Пирогова.

## Галерея

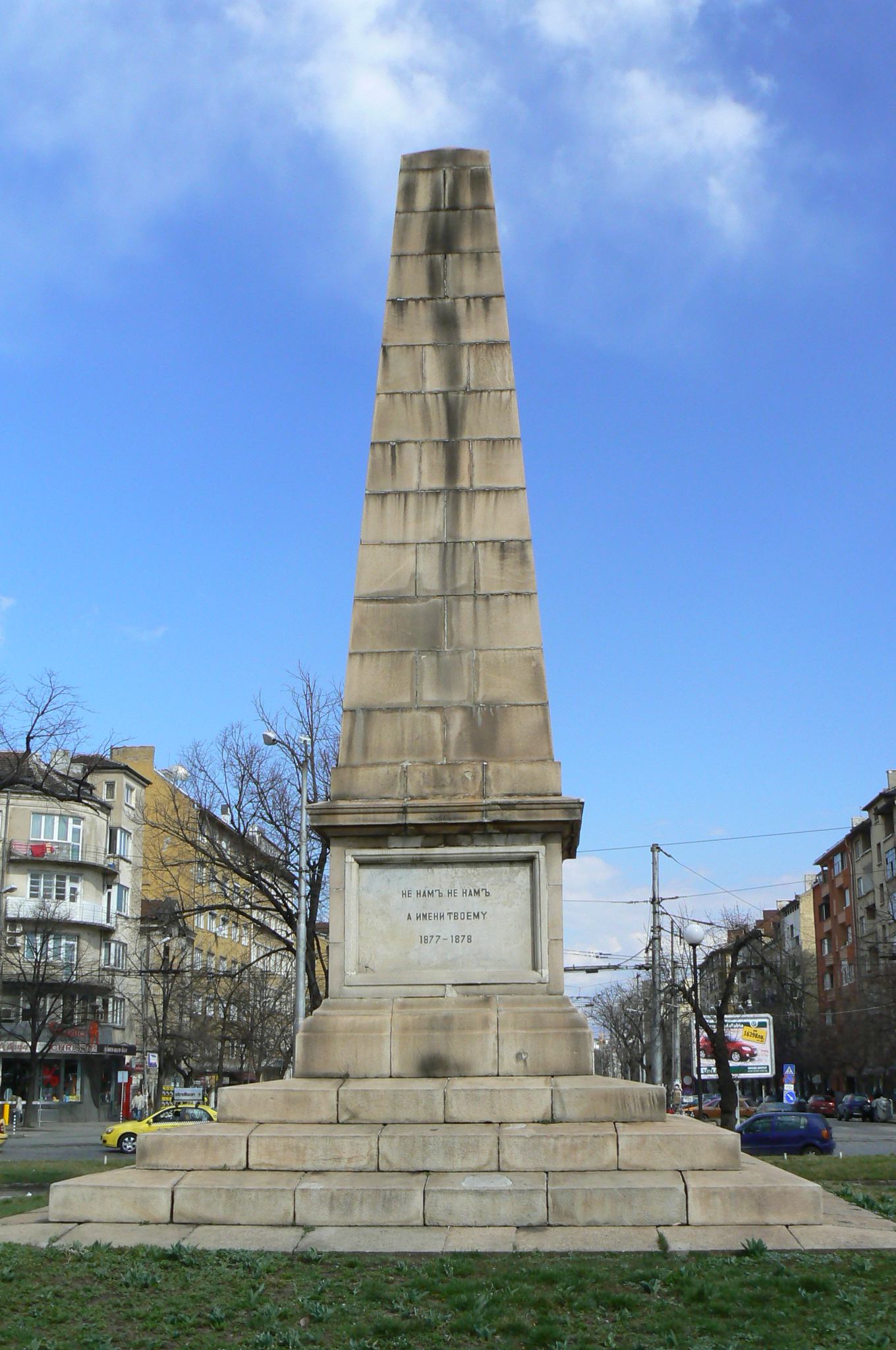
Западная сторона
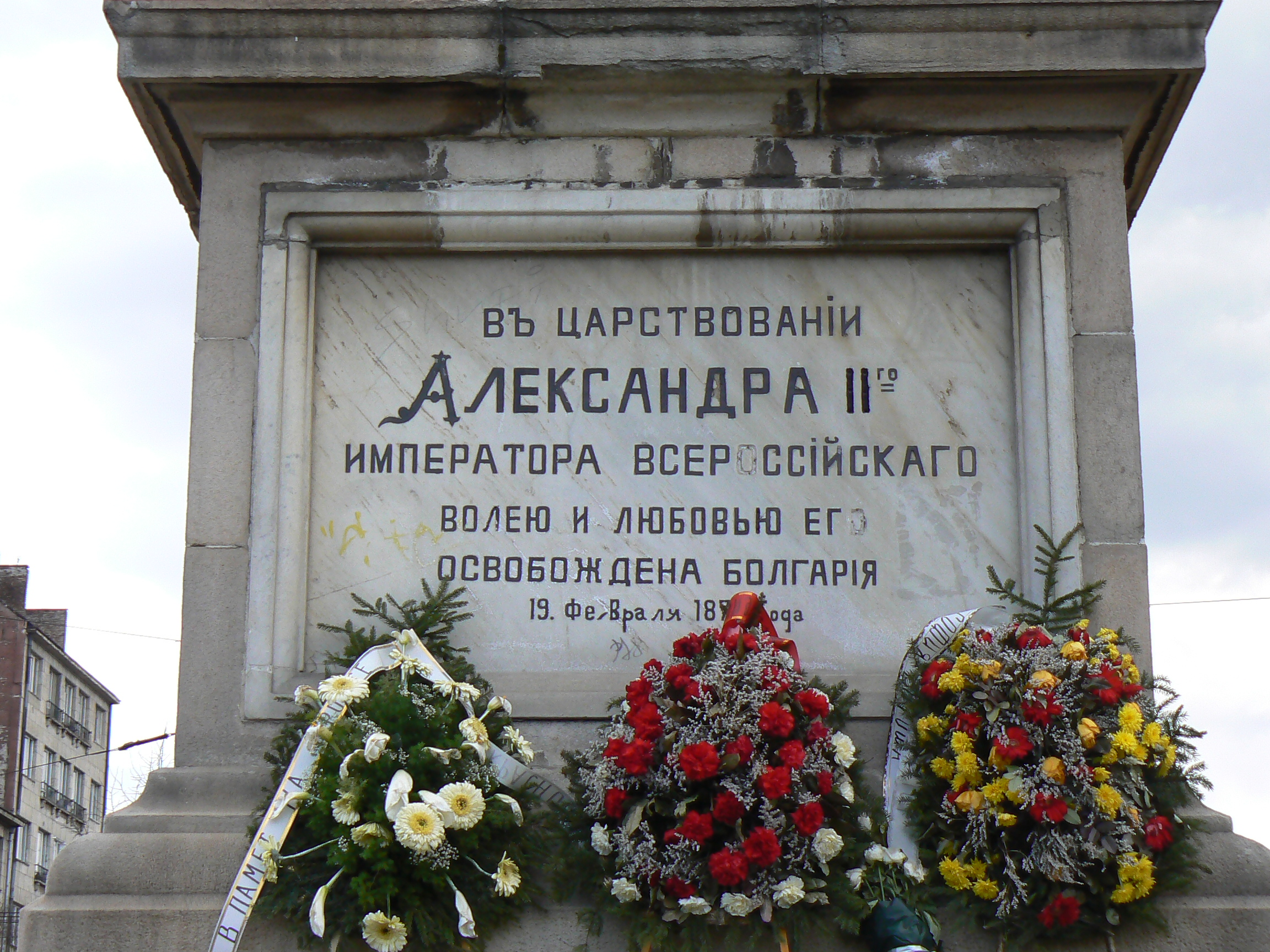
Табличка с восточной стороны
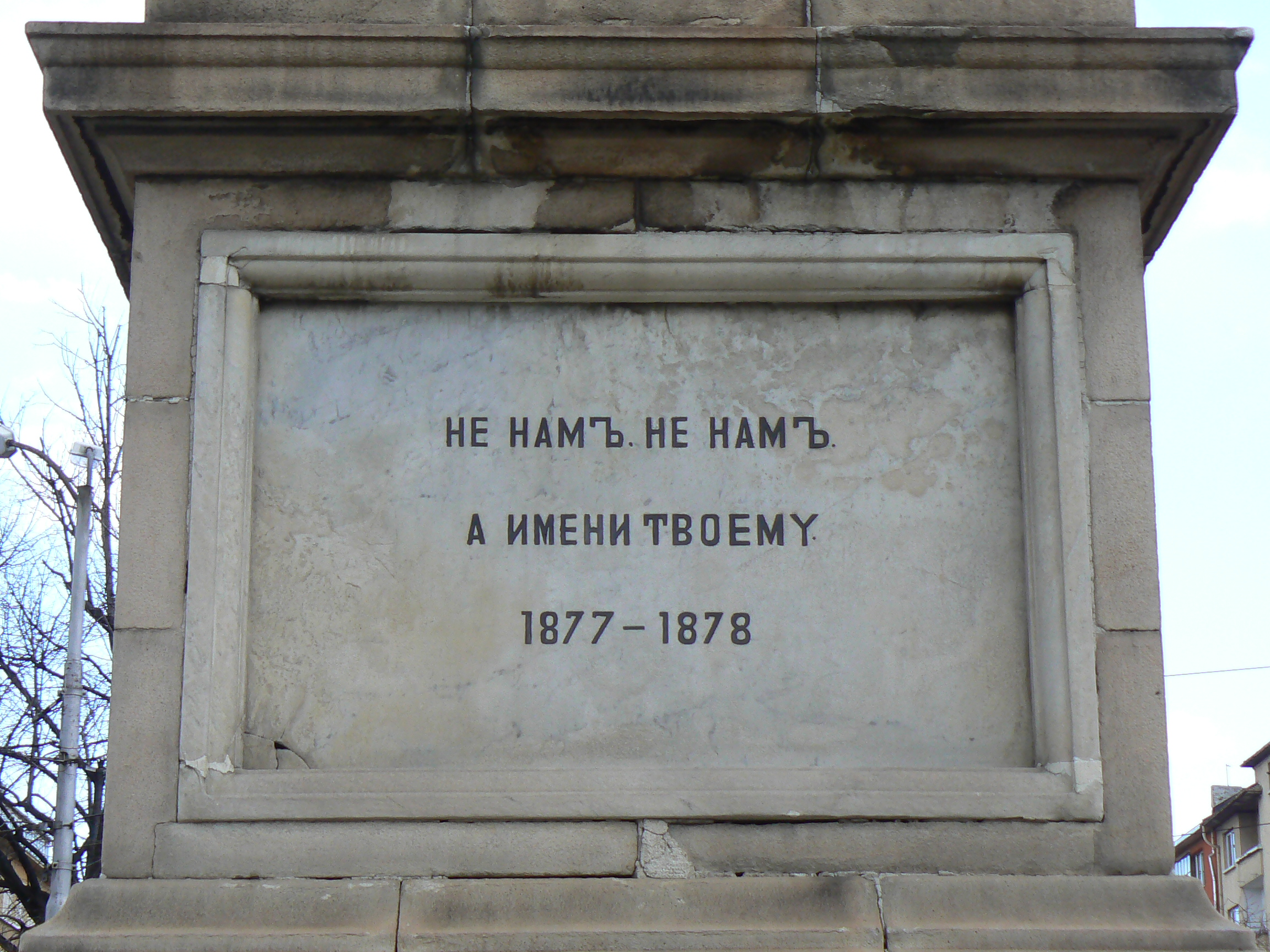
Табличка с западной стороны
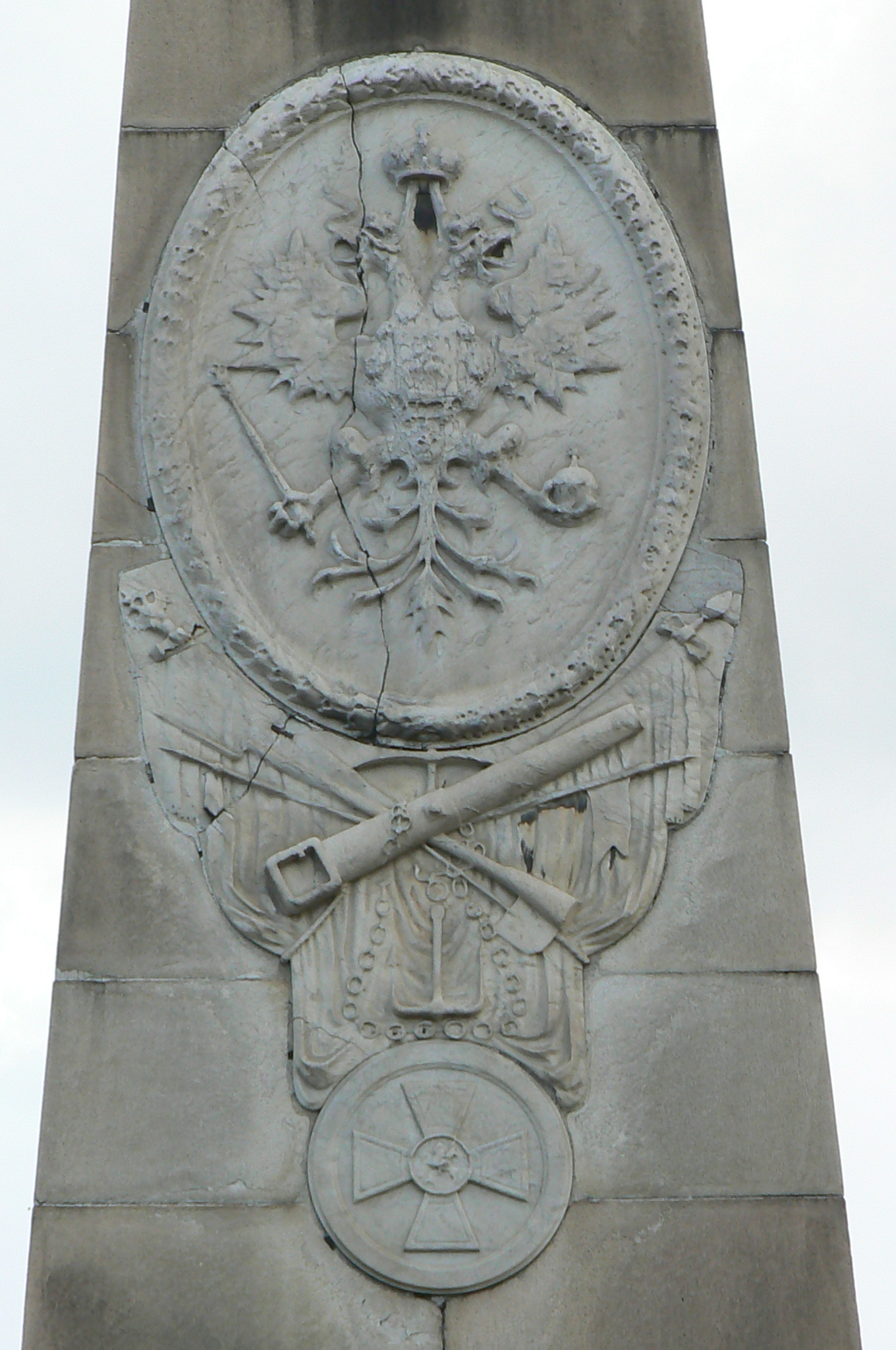
Барельеф
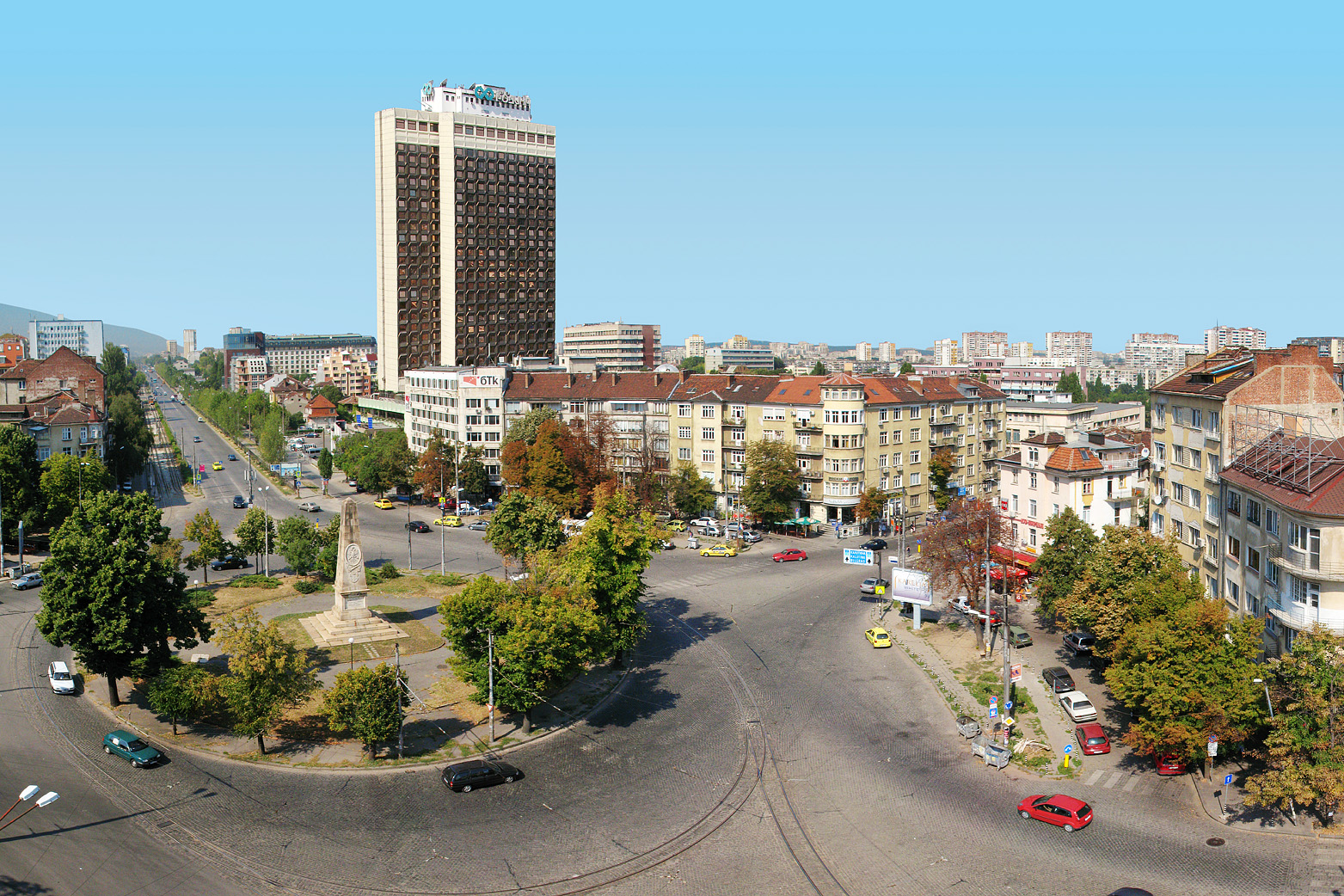
Расположение в центре города. Фото 2009 г.